# Kachchatheevu
Kachchatheevu (en tamil: கச்சத்தீவு Kaccatīvu; también escrito como Katchatheevu o Kachativu) es una isla deshabitada perteneciente a Sri Lanka. Esta isla fue cedida a Sri Lanka por la India en 1974. Tiene un santuario católico y ha sido declarada como un área sagrada por el gobierno de Sri Lanka.

Posee 1,15 km² de superficie y está situada en aguas entre la India y Sri Lanka. 
Esta transferencia de la isla que es de importancia cultural para los pescadores del estado de Tamil Nadu en la India ha llevado a algunas agitaciones en ese estado, puesto que algunos políticos regionales creen que debe ser devuelta a la soberanía india. La isla también es importante por las zonas de pesca utilizadas por los pobladores de ambos países. Según el acuerdo del tratado de cesión de 1974, los pescadores indios tienen derecho a la riqueza pesquera en las aguas territoriales de Sri Lanka, en los alrededores de Kachchativu.